# Bonaventura Cavalieri
Bonaventura Canalieri (1598-1647) là nhà toán học người Ý. Ông chính là người đề xuất nguyên lý mang tên mình. Và nguyên lý đó đã được mang tên ông, một nguyên lý được Tổ Xung Chi cũng đã tìm ra nó mà Tổ Xung Chi cách Cavalieri hơn nghìn năm (thế nên để tưởng nhớ họ Tổ, trang mạng CRI Online đặt tên cho nó là "Nguyên lý Tổ".